# Henrique José da Silva
Henrique José da Silva (Lisbonne, 1772 — Rio de Janeiro, 1834) est un dessinateur et peintre luso-brésilien.
Opposant de la Mission artistique française, il est le premier directeur de l'Académie impériale des Beaux-Arts après avoir dirigé l'École royale des Sciences, des Arts et des Métiers.

## Biographie
Henrique José da Silva naît à Lisbonne, au Portugal en 1772.
Quand l'École royale des Sciences, des Arts et des Métiers est créée en 1816 à Rio de Janeiro, au Brésil, sur l'impulsion de la Mission artistique française, l'artiste français Joachim Lebreton en est le premier directeur. Elle n'a pas encore d'installations physiques définitives à cause de conflits pédagogiques entre Français (qui soutiennent le style néo-classique) et Portugais (qui soutiennent toujours le baroque et le rococo) et par manque de soutien financier,. Henrique José da Silva fait partie de ces derniers, et l'historienne de l'art Lilia Schwarcz fait référence à ces événements en ces termes :

« Ici commencèrent les intrigues portugaises contre les universitaires français, conséquence inévitable de l'introduction inopportune de deux Portugais dans le corps académique composé essentiellement de Français. Nous sommes évidemment confrontés à une lutte de pouvoir au sein de l'École, mais il est intéressant de noter comment, tandis que les Portugais se considéraient comme les enseignants « naturels » de la future institution, les Français se sentaient les maîtres des Lumières et de la seule civilisation possible. »

À la mort de Lebreton en 1819, Silva prend le relais de la direction de l'école, qui devient en 1820 l'Academia Real de Desenho, Pintura, Escultura e Arquitetura Civil (Académie royale de dessin, de peinture, de sculpture et d'architecture civile). Il en change les statuts, qui excluent de l'institution officiellement créée les cours dispensés par des artistes français ; en effet, ils réduisent l'enseignement des beaux-arts à un seul cours : le dessin. La réduction de l'enseignement des beaux-arts au dessin provoque l'indignation des Français. Jean-Baptiste Debret déplore la tournure que prennent les choses, qui semblant conduire « l'enseignement de l'Académie à succomber aux erreurs et aux vices de l'Ancien Régime »,.
Les tensions persistent ainsi jusqu'à la création le 5 novembre 1826 de l'Académie impériale des Beaux-Arts sur les bases de l'école existante, dont le siège est conçu par Grandjean de Montigny, membre de la Mission artistique française et professeur d'architecture à l'École. Henrique José da Silva conserve son poste et en est donc le premier directeur, ainsi que professeur de dessin. Selon Wanderley, l'institution conçue par Joachim Lebreton et officialisée par le gouvernement portugais en 1816 n'a commencé à fonctionner que dix ans après sa création, avec des règlements internes et des idéologies similaires à celles des professeurs français, à cause de Silva, qui les avait ignorées et critiquées jusque là.
Henrique José da Silva meurt à Rio de Janeiro le 31 octobre 1834.